# Kort Brandes
Kord Brandes (auch: Cord Brandes, Kort Brandt sowie Brandt Wettmar; * vor 1482; † nach 1523) war zur Zeit des Fürstentums Lüneburg Bürgermeister der Stadt Celle in den Jahren von 1482 bis 1523. Als Marschall des Kalands wurde er zudem im Jahr 1497 anlässlich einer Schenkung zugunsten der Armen erwähnt.